# Twelve Reasons to Die
Twelve Reasons to Die ist das zehnte Soloalbum des US-amerikanischen Rappers Ghostface Killah. Es erschien am 16. April 2013 über die Plattenfirmen Soul Temple Records und RED Distribution. 2015 wurde das Album mit einem zweiten Teil fortgesetzt.

## Titelliste
1. Beware of the Stare – 3:18
2. Rise of the Black Suits – 2:57
3. I Declare War (feat. Masta Killa) – 2:54
4. Blood on the Cobblestones (feat. U-God und Inspectah Deck) – 2:41
5. The Center of Attraction (feat. Cappadonna) – 4:05
6. Enemies All Around Me (feat. William Hart) – 2:12
7. An Unexpected Call (The Set Up) (feat. Inspectah Deck) – 2:34
8. Rise of the Ghostface Killah – 3:29
9. Revenge Is Sweet (feat. Masta Killa und Killa Sin) – 5:06
10. Murder Spree (feat. U-God, Masta Killa, Inspectah Deck und Killa Sin) – 2:50
11. The Sure Shot (Parts 1 and 2) – 3:44
12. 12 Reasons to Die – 3:14

## Rezeption

### Erfolg
Twelve Reasons to Die verkaufte sich in der ersten Woche 15.000 Mal. Damit konnte Ghostface Killah Rang 27 der US-amerikanischen Billboard 200 erreichen.

### Kritik
Die E-Zine Laut.de bewertete Twelve Reasons to Die mit fünf von möglichen fünf Punkten. So lobt die Redakteurin Dani Fromm die „mindestens ebenso phantastische wie haarsträubende Story, de[n] Vortrag, die Gäste, die Beats [und] nicht zuletzt das wie ein angejahrtes Filmplakat gestaltete Cover.“ Adrian Younge vollführe mit seinen Produktionen für das Album „das Kunststück, seine Beats zugleich edel und reduziert erscheinen zu lassen.“ Die Instrumentals seien „völlig auf den Rap“ zugeschneidert und erscheinen durch „jazzige Improvisationen, funky Rhythmen [und] Soul im Überfluss“ als stammen sie „tatsächlich aus den 60er Jahren.“

### Bestenliste
In der Liste der besten „Hip Hop-Alben des Jahres“ 2013 von Laut.de wurde Twelve Reasons to Die auf Rang 6 platziert. Aus Sicht der Redaktion gehöre das Album zu den Veröffentlichungen, bei denen alles stimme. Ghostface Killah treibe die „Kunst des Geschichtenerzählens auf die Spitze“. Mit „Drogen, Gewalt, Ganoven, schöne[n] Frauen, Liebe, Verrat, Mord, Tod und Wiederkehr“ vereine der Plot „sämtliche Zutaten, aus denen sich große Dramen speisen.“